# قائمة ملوك الأنباط
حكام الأنباط حكموا مملكة الأنباط التي تقع اليوم في الأردن وجنوب شرق سوريا وجنوب فلسطين المحتلة وشمال غرب المملكة العربية السعودية.
وتظهر ملكات مملكة الأنباط اللاحقة جنبًا إلى جنب مع أزواجهن كحكام مشاركين على عملاتهن النقدية.

## القائمة
| حكم                                   | اسم                                                  | ملحوظات                                              |
| ------------------------------------- | ---------------------------------------------------- | ---------------------------------------------------- |
| ملوك الأنباط                          |                                                      |                                                      |
| حوالي 169 قبل الميلاد                 | أريتاس الأول                                         |                                                      |
| 120/110 إلى 96 قبل الميلاد            | أريتاس الثاني                                        | في بعض المصادر يظهر كخليفة لرابيل الأول              |
| حوالي 96 إلى 85 قبل الميلاد           | أوبوداس الأول                                        |                                                      |
| حوالي 85/84 قبل الميلاد               | رابيل الأول                                          | في بعض المصادر يظهر كخليفة لأريتاس الثاني            |
| 84 إلى 60/59 قبل الميلاد              | أريتاس الثالث فيلهيلين                               | اعترفت بها روما عام 62 قبل الميلاد                   |
| 62/61 إلى 60/59 قبل الميلاد           | أوبوداس الثاني (?)                                   | وجود غير مؤكد حتى وقت قريب؛ ربما حكم لبضعة أشهر      |
| 59 إلى 30 قبل الميلاد                 | ماليخوس الأول                                        |                                                      |
| 30 إلى 9 قبل الميلاد                  | أوبوداس الثالث                                       |                                                      |
| 9/8 قبل الميلاد إلى 39/40 قبل الميلاد | أريتاس الرابع فيلوباتريس                             |                                                      |
| 9/8 قبل الميلاد إلى 39/40 قبل الميلاد | هولدو ، الملكة                                       |                                                      |
| 9/8 قبل الميلاد إلى 39/40 قبل الميلاد | شاغيلات ، ملكة                                       |                                                      |
| من 39/40 إلى 69/70                    | ماليخوس الثاني                                       |                                                      |
| من 39/40 إلى 69/70                    | شاغيلات الثانية ، الملكة                             |                                                      |
| 70/71 إلى 106                         | رابيل الثاني سوتر                                    |                                                      |
| 70/71 إلى 106                         | جميلة ، ملكة                                         |                                                      |
| 70/71 إلى 106                         | هاجارو ، الملكة                                      |                                                      |
| 106                                   | ضمها تراجان لتصبح المقاطعة الرومانية البتراء العربية | ضمها تراجان لتصبح المقاطعة الرومانية البتراء العربية |

## طالع أيضًا
- قوائم أصحاب المناصب